# Ansbert von Rouen
Ansbert von Rouen (* um 630 in der Normandie; † vermutlich 9. Februar 693 in Hautmont) war Abt von Fontenelle, Bischof von Rouen und Kanzler des westfränkischen Reiches.
Ansbert war der Sohn einer mächtigen Adelsfamilie und zunächst Referendar, später Verwalter des Siegels am Hofe von König Chlothar III., ehe er in die Abtei in Fontenelle eintrat. Zu der Zeit am Hofe war er mit Angadrisma verheiratet, die bereits vor ihm den Wunsch verspürte, ein religiöses Leben zu führen, und sich durch göttliches Eingreifen (so berichtet die Vita) aus der Ehe mit Ansbert lösen konnte. Später wurde sie die Äbtissin des Nonnenklosters von Oroër-des-Vierges.
Nach der Priesterweihe wurde Ansbert 678 der dritte Abt dieses Klosters und ab 684 als Nachfolger des Audoenus Erzbischof von Rouen. Auf Grund der Rolle des Bischofssitzes von Rouen als wichtige Machtbasis der westfränkischen Merowinger dürfte er sich in Opposition zu den aufsteigenden Karolingern befunden haben. Nach der feierlichen Erhebung seines Vorgängers, der ein politischer Gegner der Karolinger war, zum Heiligen im Jahre 688 wurde er von Pippin dem Mittleren in das Kloster Hautmont verbannt, wo er wahrscheinlich 693 starb. Seine Lebensbeschreibung und zwei erhaltene, lateinische Gedichte zu seinen Ehren berichten allerdings, dass er auf Grund einer Intrige verbannt wurde.
Seine Gebeine wurden in das Kloster Saint Wandrille überführt und später über Umwege nach Gent verbracht, wo sie bis 1578 blieben und erst im Zuge der Reformation verschwanden.
Der Name Ansbert bedeutet Der durch Gott glänzende.
Gedenktag (katholisch): 9. Februar.